# Rosiers-d'Égletons
Rosiers-d'Égletons is een gemeente in het Franse departement Corrèze (regio Nouvelle-Aquitaine). De plaats maakt deel uit van het arrondissement Tulle. Rosiers-d'Égletons telde op 1 januari 2022 1.087 inwoners.
De kerk Sainte-Croix werd gebouwd in de 12e eeuw.

## Geografie
De oppervlakte van Rosiers-d'Égletons bedroeg op 1 januari 2022 38,18 vierkante kilometer; de bevolkingsdichtheid was toen 28,5 inwoners per km².
De onderstaande kaart toont de ligging van Rosiers-d'Égletons met de belangrijkste infrastructuur en aangrenzende gemeenten.

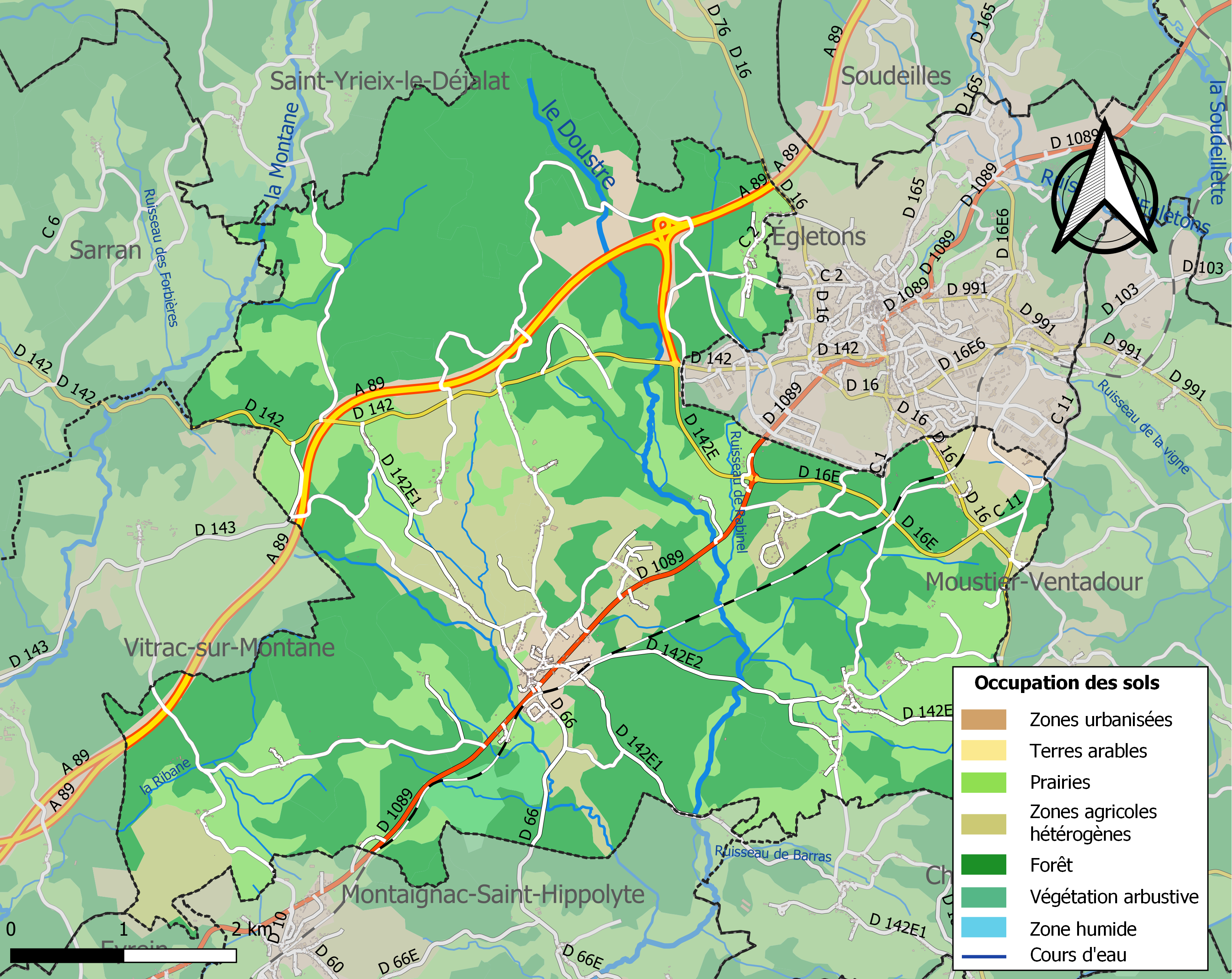

## Demografie
Onderstaande figuur toont het verloop van het inwonertal (bron: INSEE-tellingen).

## Geboren
In het kasteel van Maumont bij Rosiers-d'Égletons werden twee pausen geboren:
- Paus Clemens VI (1291-1352), geboren als Pierre Roger de Beaufort
- Paus Gregorius XI (±1330-1378), geboren als Pierre Roger de Beaufort, een neef van de hogergenoemde